# نبرد جزایر سانتا کروز
نبرد جزایر سانتا کروز (به انگلیسی: Battle of the Santa Cruz Islands)، که طی ۲۵ تا ۲۷ اکتبر ۱۹۴۲ به وقوع پیوست، و گاهی اوقات نبرد سانتا کروز یا در ژاپن نبرد اقیانوس آرام جنوبی خوانده می‌شود، چهارمین نبرد بزرگ دریایی در مجموعه جنگ‌های اقیانوس آرام بود. همچنین چهارمین درگیری بزرگ دریایی بود که بین نیروی دریایی ایالات متحده و نیروی دریایی ژاپن از نظر طول مدت و نقش استراتژیک آن بود. همانند نبردهای دریای مرجان، میدوی و سلیمان شرقی، در این نبرد نیز کشتی‌های دو دشمن به ندرت در دید یا برد اسلحه یکدیگر قرار داشتند. درعوض، تقریباً همه حملات هر دو طرف توسط هواپیماهای ناوهای هواپیمابر یا هواپیماهای مستقر بر روی زمین انجام شد.